# 松川村賛歌
「松川村賛歌」（まつかわむらさんか）は、日本の長野県北安曇郡松川村が制定した村歌である。作詞は野田正彦、勝野幸子、白澤ゆき子、清水眞弓、須沢恭子の5名による合作で作曲は須沢恭子。

## 解説
長野県では県歌「信濃の国」が全国最高水準の圧倒的な普及率を誇っているのに対し、市町村歌の制定率は必ずしも高くない状況である。松川村においても村民音頭として「信濃松川ふるさと音頭」が作成されていたが、2019年（令和元年）に1889年（明治22年）の町村制施行による村の発足から130周年の節目を迎える記念事業として村歌を制定することになった。
歌詞は全国からの一般公募により198篇が寄せられたが、採用作品は作曲者の須沢を含む5名による合作の扱いとなっている。初演奏は2019年10月25日の村制130周年記念式典で行われ、翌年に村歌を収録したCDを300枚限定で希望者に無料配布した。楽譜は記念誌『人と自然と共に未来へ』の12ページに掲載されている。